# Невилл, Джордж (архиепископ Йоркский)
Джордж Невилл (англ. George Neville; 1432 — 8 июня 1476) — английский прелат и администратор, епископ Эксетера в 1458—1464 годах, архиепископ Йоркский с 1464 года, канцлер Англии в 1460—1467 и 1470—1471 годах, сын Ричарда Невилла, 5-го графа Солсбери, и Элис Монтегю. Будучи одним из младших сыновей, Джордж был выбран для церковной карьеры. Он получил образование в Оксфордском университете, после окончания которого занимал там должность канцлера в 1453—1457 и 1461—1472 годах.
Покровительство родовитых родственников обеспечили Джорджу быстрое продвижение в церковной иерархии. С ранних лет он получал различные бенефиции, а позже последовательно занимал кафедры епископа Эксетера и архиепископа Йоркского. Его карьера в английской политике двигалась параллельно карьере старшего брата — Ричарда Невилла, графа Уорика, вошедшего в историю под прозвищем «Делатель королей». После того как английский престол в 1461 году завоевал их двоюродный брат Эдуард IV, Джорж занял пост канцлера. В первые годы его правления Невилл играл ведущие роли в управлении королевством, выполняя, в том числе, дипломатические миссии. Но в 1467 году братья Невиллы оказались оттеснены от управления новыми королевскими фаворитами. Джордж был смещён с поста канцлера, а в 1469 году вместе с братом и герцогом Кларенсом (братом Эдуарда IV) принял участие в восстании против короля, в результате которого тот на некоторое время был отстранён от власти и заключён в принадлежащем графу Уорику замке. Позже Невиллам пришлось освободить короля и вернуть ему власть.
Когда в 1470 году в Англии граф Уорик при поддержке короля Франции организовал реставрацию свергнутого Генриха VI, Джордж вновь занял пост канцлера. Но уже весной 1471 года Эдуард IV вернул себе трон, граф Уорик погиб, а Джордж был заключён в Тауэр. Хотя он вскоре был помилован и получил свободу, в 1472 году его обвинили в государственной измене и заключили в замок недалеко от Кале во Франции. Свободу он получил только в конце 1474 года, но вскоре после этого умер.

## Происхождение
Джордж происходил из знатного английского рода Невиллов. В XIV веке представители рода значительно увеличили свои владения, став таким же влиятельным родом в Северной Англии, как и Перси. Ральф Невилл, 4-й барон Невилл вторым браком женился на Джоан Бофорт, легитимизированной дочери герцога Ланкастерского Джона Гонта от любовницы Екатерины Суинфорд, породнившись с английской королевской семьёй, а также в 1397 году получив титул графа Уэстморленда. В результате завещания графа его потомки от первого брака были лишены наследства в пользу потомков от брака с Джоан Бофорт, что привело к ожесточённым спорам о наследстве Невиллов, которые переросли в феодальную войну. Формальное урегулирование земельного спора было достигнуто только в 1443 году.
Главным наследником владений 1-го графа Уэстморленда стал его старший сын от брака с Джоан Бофорт — Ричард Невилл, получивший большую часть владений Невиллов, включая маноры Пенрит, Шериф Хаттон, Мидлэм и Рэби. Кроме того, в 1422 году он женился на Элис Монтегю, единственной дочери и наследнице Томаса Монтегю, 4-го графа Солсбери, приобретя благодаря этому титул графа Солсбери и богатые владения Монтегю. По матери он был близким родственником короля Генриха VI, благодаря чему он был близок к Ланкастерам. Его земли ещё больше расширились благодаря королевским пожалованиям. Хотя по урегулированию 1443 года Рэби был передан Ральфу Невиллу, 2-му графу Уэстморленду, происходившему из старшей ветви, остальные владения так и остались у потомков Джоан Бофорт.
От брака с Элис Монтегю у Ральфа Невилла родилось несколько сыновей и дочерей. Самым известным и значительным из них был старший сын — Ричард Невилл, 16-й граф Уорик. Джордж был самым младшим из выживших сыновей; кроме Роберта пережили младенчество ещё двое братьев — Джон и Томас. При этом он находился в родстве почти со всеми дворянскими родами Англии.

## Ранняя карьера
Джордж родился в 1432 году. В то время как его старшие братья занимались светской карьерой, для него, как младшего в семье, была выбрана церковная стезя. В его роду было несколько епископов: Александр Невилл (умер в 1392), брат его прадеда, был архиепископом Йорка, а Роберт Невилл (умер в 1357), брат отца, последовательно занимал кафедры епископа Солсбери и Дарема. Покровительство родовитых родственников, а также распоряжения папы римского, сделанные в 1447 и 1452 годах, обеспечили ему с ранних лет различные бенефиции и быстрое продвижение в церковной иерархии. Уже в 1442 году, когда ему было 9 или 10 лет, он стал каноником в Солсберийском соборе. В 1446 году ему была добавлена ценная «золотая пребенда» Мэшема в Йоркском соборе.
В 1456 году совет, управлявший Англией от имени короля Генриха VI, решил передать Джону епископскую кафедру в Эксетере, вакантную с 1454 года, хотя хиротония и была отложена на 2 года — до тех пор, пока ему не исполнится 27 лет. К этому моменту он был архидиаконом Дарема и Нортгемптона, владел пятью пребендами, домом приходского священника и был главой госпиталя святого Леонарда в Йорке, получая значительный доход. При этом он не выполнял функции священника до 1453 года, когда не был рукоположен иподиаконы, или 1454 года, когда стал священником. В 1452 году папа позволил ему посещать архидиаконство Дарема в качестве помощника. В любом случае, Джордж в этот период проходил обучение в Оксфордском университете. При этом нет никаких свидетельств, что он имел какой-то опыт в пастырских делах или церковном управлении, пока не стал епископом.

## Образование
Хотя религиозный полемист Томас Гаскойн называл получаемые избранным епископом награды и назначения скандальными, по мнению современных исследователей не совсем справедливо рассматривать Джорджа Невилла только как аристократа в церковной одежде, использующего своё положение в церкви в светских целях. Несомненно, что на протяжении всей своей карьеры епископ вёл себя как аристократ, расходуя много средств для демонстрации своего статуса, особенно на строительство, собирание книг и пиры. Кроме того, Невилл любил публичные церемонии, гордился своим происхождением и покровительствовал родственникам и приближённым. Но одного только происхождения обычно было недостаточно для получения епархии, для этого требовалось хорошее образование, которое Джордж получил, как и многие другие епископы-аристократы. Даже если он и не обладал достаточными юридическими знаниями, судя по всему, Невилл был достаточно образованным и культурным человеком, достойным своей церковной должности.
Возможно, что уже в 1448 году Джордж учился в Баллиол-колледже Оксфордского университета. В нём он в 1450 году получил степень бакалавра, а в 1452 году — магистра. В 1457 году, когда ему было всего 25 лет, Джордж претендовал на степень доктора теологии, но, возможно, он её так и не получил. Каждый раз его обучение ускорялось из-за особых достоинств: бакалавром он стал, не прослушав целиком весь курс бакалавриата; его освободили от обычных административных и преподавательских обязанностей риджента (магистра). Кроме того, он имел в активе всего 2 диспута в качестве доктора. Но при этом Невилл читал лекции о библии и судебных приговорах, выступал с необходимыми публичными проповедями, а также отличился в 1457 году на суде над епископом Реджинальдом Пикоком, осудив его за критику отцов ранней христианской церкви, поклонником которых он сам был. Джордж изучил общепринятые труды по философии Аристотеля, каноническому праву и теологии, ему самому было посвящено несколько книг. Также Невиллу приписывают возрождение изучения Греции. Хотя Джордж, скорее всего, не знал греческий, он, несомненно, научился писать греческим шрифтом. Он покровительствовал греческим учёным Эммануилу Константинопольскому и Георгию Иерониму, которые подарили ему свои труды, а также, по слухам, был другом Виссариона Никейского, которого все называли «греческим кардиналом». Судя по всему, Невилл обладал развитыми способностями к риторике, которые использовал для дипломатии, а также был достаточно изыскан в манерах, чем впечатлил даже итальянцев. Известно, что он только в конце своей жизни перестал проявлять интерес к науке.
В Баллиол-колледже он проживал в роскошных покоях, соответствующих учёному его достатка, а получение степени магистра отмечал особенно пышным пиром, что потребовало смягчения университетских правил. Позже он покровительствовал как своему колледжу и всему университету, так и отдельным его выпускникам. Известно, что в 1450—1452 годах его покровительством пользовались 12 учёных. Протеже Джорджа был и выдающийся учёный Джон Шервуд. Возможно, что Невилл внёс вклад в постройку тех зданий Баллиол-колледжа, Линкольн-колледжа и Куинз-колледжа, а также Богословской школы, на которых размещён его герб. В 1457 году Джордж выделил 5 серебряных жезлов для университетских надзирателей. Кроме того, он в 1453 году был избран канцлером университета; позже он дважды переизбирался, пока в 1457 году, возможно, не был вынужден отказаться от поста под давлением короны, опасавшейся нелояльности университета. В 1461 году Невилл был назначен канцлером королём Эдуардом IV, который также выпустил хартию, подтверждающую и немного расширяющую привилегии университета. При этом от него не ожидалось, что он будет жить в Оксфорде. Эту должность он занимал до 1472 года. В качестве канцлера университета Джорж не был бездеятельным; так в 1462 году ему приписывают спасение Линкольн-колледжа от расформирования.

## Епископ Эксетера
Своим назначением на должность епископа Эксетера, которое произошло 4 февраля 1456 года, Джордж был обязан нахождению у власти в Англии в период безумия короля Генриха VI Ричарда, герцога Йоркского, ставшего протектором королевства. Он был женат на родной тёте епископа. В своё правительство он назначил союзников, среди которых выделялись граф Солсбери, отец Джорджа, и его старший брат — Ричард Невилл, граф Уорик, который позже станет известен под прозвищем «Делатель королей» (англ. The Kingmaker). Также в совете оказались архиепископ Кентерберийский Томас Буршье и епископ Илийский Уильям Грей, двоюродный брат Джорджа.
Одним из оправданий назначения Джорджа на пост епископа Эксетера была объявлена необходимость навести порядок в отдалённых местах. Однако достоверно известно, что свою епархию от посещал только один раз — в 1459 году. Хотя не исключено, что он бывал там ещё и в 1462 и 1464 годах, однако убедительных свидетельств этого не существует. Официальный визит епископа в свою епархию продолжался как минимум с 10 марта до 4 ноября. Джордж плохо знал Западную Англию, да и особых интересов у его семьи там не было, поэтому он и не стремился закрепиться там. Канцлером епархии Невилл назначил Джона Шервуда, но нет свидетельств, что он пытался поставить в капитул Эксетерского собора своих людей или старался укрепить позиции Невиллов в Девоне и Корнуолле.
Проживал Джордж сначала в Оксфорде, а с 1458 года перебрался в епископскую резиденцию в Темпл-бар в Лондоне, управляя своей епархией издали — через своих представителей. Сохранился его реестр, по которому можно судить, что даже став епископом, он на какое-то время сохранял контроль над некоторыми бенефициями: церковью Святого Леонарда в Йорке — до 1458 года, пребендом Месем — до 1459 года. В 1462 году он вновь получил контроль над церковью Святого Леонарда.
В 1459 году началась политическая карьера епископа. В Англии в это время продолжался конфликт, позже названный войной Алой и Белой розы. В этом году его отец и брат вместе с герцогом Йоркским были вынуждены бежать из Англии. Сам Джордж изначально избегал причастности к Йоркам, поэтому король отметил его лояльность. Когда же в июне 1460 года трое графов-йоркистов — Солсбери, Уорик и Эдуард, граф Марч (наследник герцога Йорка) высадились в Англии, Невилл был среди епископов, встретивших их. Джордж сопровождал Йорков до Нортгемптона, выступая посредником между ними и королём. После победы в битве при Нортгемптоне, в которой Генрих VI попал в плен, и возвращения в Лондон 25 июля епископ был назначен канцлером Англии. После того как граф Марч в 1461 году стал под именем Эдуарда IV королём Англии, он 10 марта подтвердил назначения Джорджа на эту должность.
Королём Эдуард IV был провозглашён своими сторонниками-йоркистами (в том числе и епископом Невиллом) 3 марта 1461 года. И именно Джордж на следующий день в Сент-Джонс-Филдс проповедовал в поддержку Эдуарда. Когда новый король созывал свои 2 первых парламента, епископ Невилл в качестве канцлера открывал их своей проповедью.

## Архиепископ Йорка

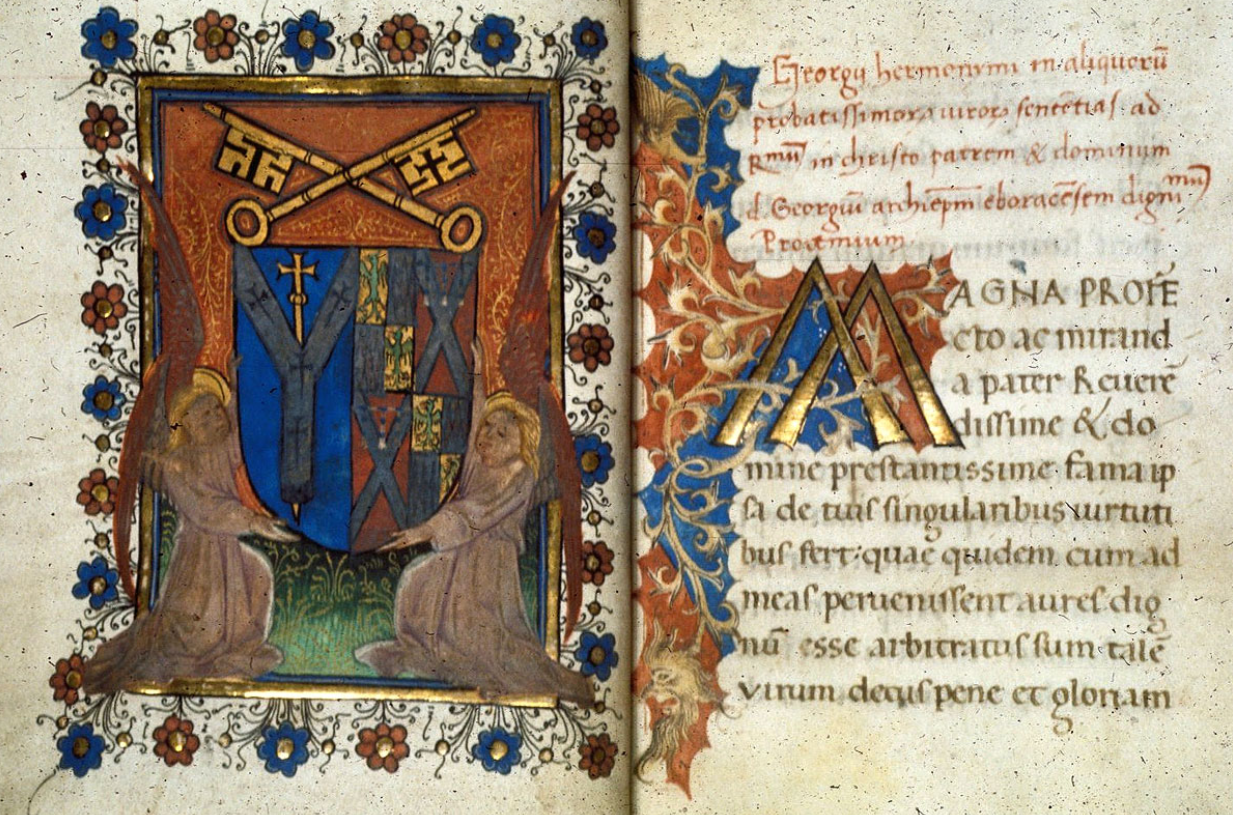
Герб Джорджа Невилла, архиепископа Йоркского, в «Collectio Sententiarum Aurearum» — коллекции греческих изречений о морали, переведённых на латынь около 1475 года Георгием Эрмонимом и посвященных Джорджу, архиепископу Йоркскому.

15 марта 1465 года папа Павел II перевёл Джорджа в Йоркскую епархию. Кроме того, что новое место службы было более престижным, сам он был родом из этого региона, причём его семья имела там огромный политический вес. Ещё до избрания архиепископом, Джордж вместе со старшим братом, графом Уориком, основал в Йорке Колледж святого Уильяма. На архиепископский престол Невилл был возведён в замке Кавуд 28 сентября. Чтобы продемонстрировать могущество рода Невиллов, на церемонию были приглашены 28 пэров, 59 рыцарей, 10 аббатов, 7 епископов, много юристов, оруженосцев и представителей духовенства, а также сопровождающих дам. После этого состоялся пир, великолепие которого вошло в легенды. Сохранилось полное описание меню и подробности о том, как на нём накормили 2,5 тысячи гостей. За главным столом сидели 2 герцога — Саффолк и Глостер, 2 графа и 3 епископа. За вторым столом сидели ещё 31 настоятель разных монастырей. В качестве стюарда выступал брат архиепископа, граф Уорик, ещё один брат, Джон, был казначеем, барон Уиллоби разделывал мясо, а сын герцога Бэкингема выполнял роль виночерпия. Гости съели 4000 голубей, 4000 раков, 2000 кур, 204 журавля, 104 павлина, 100 дюжин перепелов, 400 лебедей, 400 цапель, 113 волов, 6 диких быков, 608 щук и лещей, 12 морских свиней и тюленей, 1000 овец, 304 теленка, 2000 свиней, 1000 каплунов, 400 ржанок, 200 дюжин «райских птиц» (турухтанов), 4000 крякв и чирков, 204 козленка и 204 выпи, 200 фазанов, 500 куропаток, 400 вальдшнепов, 100 кроншнепов, 1000 белых цапель, более 500 оленей, козлов и косуль, 4000 холодных и 1500 горячих пирогов с олениной, 4000 блюд желе, 4000 печёных пирогов, 2000 горячих заварных кремов с пропорциональным количеством хлеба, засахаренных деликатесов и пирожных, а также 300 бочек эля и 100 бочек вина. Кроме указания на богатство Невиллов, это меню даёт представление об орнитофауне Англии XV века.
Хотя Джордж нередко отсутствовал, он каждый год посещал свою епархию. В апреле 1466 года он провёл провинциальный совет, который сформулировал основные уложения. Архиепископство Йоркское стало новой опорой для власти Невиллов и источником для их покровительств в регионе. Джордж полагался на своих братьев, назначив в 1466 году графа Уорика управляющим Рипона, а также на служащих своего дома. Как минимум трое его чиновников — Эдмунд Чедертон, Томас Бароу и Джон Ширвуд после смерти архиепископа перешли на службу мужу дочери Уорика Анны — Ричарду, герцогу Глостеру (будущему королю Ричарду III).
Двое английских архиепископов того времени — Джордж и Томас Буршье (архиепископ Кентерберийский) были близкими родственниками, представителями высшей знати и заметными церковными деятелями. Кроме занятия политикой, они заботились о церковных свободах, для чего искали более действенную защиту. Ещё до своего перевода в Йорк Джордж в качестве члена Кентерберийского совета и канцлера работал в данном направлении. Однако хартия, которая защищала духовенство от запретительных приказов, изданных королевскими судами, оказалась недостаточной защитой, а их усилия оказались безуспешными.

## Канцлер Англии
Канцлером Англии Джордж был до 1467 года. На этой должности он оказался достаточно компетентным. В первые годы неопытный король Эдуард IV в преодолении сопротивления сторонников Ланкастеров и международных отношениях во многом полагался на братьев Невиллов — Джорджа и Джона, получившего в 1464 году титул графа Нортумберленда. В сентябре 1463 года епископ Невилл проводил в Сент-Омере переговоры с Францией, в мае 1464 и конце 1465 года — с Шотландией. В этот период он почти постоянно находился в Лондоне, не только руководя канцелярией, но и председательствуя в королевском совете; по сути он управлял всей королевской администрацией. Поэтому он проживал в столице и её ближайших окрестностях. Основной его резиденцией был архиепископский Йоркский дворец в Вестминстере. Кроме того, Джордж купил конфискованное поместье Мур-парк в Рикменсуорте (Хартфордшир), которое перестроил и, по слухам, шикарно обставил.
Карьера и политические взгляды Джорджа во многом развивались параллельно карьере его брата, графа Уорика, хотя известно, что в некоторых вопросах он был независим. Позиции Невиллов ослабли после 1464 года, когда при дворе Эдуарда IV появились новые фавориты (в первую очередь, Вудвиллы); кроме того, король стал следовать пробургундской политике. Летом 1467 году Уорик был во Франции. В этот момент параллельно с собравшимся парламентом проходил рыцарский турнир, на котором друг другу противостояли Энтони Вудвилл и Антуан, бастард Бургундский, граф де Ла Рош, основной целью которого было не только продемонстрировать интересы к Бургундии, но и выставить напоказ репутацию Вудвиллов. 3 июня канцлеру Невиллу не разрешили открыть заседание парламента, а 8 июня король лично явился к нему домой, где он лежал больной, и забрал большую печать в качестве наказания за то, что архиепископ препятствовал осуществлению королевских планов. Также Джорджу было отказано в освобождении от акта о возобновлении 1467 года, в результате чего он лишился ранее предоставленных ему конфискованных владений, включая Мур-парк. В конце 1467 года король ещё и отправил Невиллу папское письмо, в котором указывалось, что сан кардинала, который тот надеялся получить, был присвоен архиепископу Томасу Буршье.
Расставание Эдуарда IV со своими приближёнными, которые достаточно эффективно руководили английским правительством в первые годы его правления, оказалось более резким, чем могло быть. Граф Уорик не смирился с потерей власти, в результате чего между Невиллами и новыми фаворитами нарастала напряжённость. На этом этапе ценными оказались услуги архиепископа в качестве посредника. В начале 1468 года в Ноттингеме было достигнуто внешнее примирение. Джордж вновь оказался в фаворе у короля, появились слухи, что он вновь может получить пост канцлера. Кроме того, в качестве награды за оказанные услуги ему были возвращены отобранные владения. Однако прежние отношения было уже не вернуть.

## Новая гражданская война
Продолжатель хроники Кроуленда указывает, что основной причиной разрыва Уорика с Эдуардом IV были разногласия во внешней политике. Однако он был, ко всему прочему, озабочен наследованием своих владений и титулов. Для этого ему было необходимо найти высокопоставленных мужей для своих дочерей. Для старшей, Изабеллы, в качестве мужа был выбран Джордж, герцог Кларенс, брат короля. Но жених и невеста были близкими родственниками, поэтому для брака требовалось папское разрешение. Эдуард IV несмотря на требования Уорика отказался содействовать браку. В итоге папское разрешение смог обеспечить архиепископ Невилл, воспользовавшийся своим положением королевского представителя и связями в папской курии. Он же провёл брачную церемонию 11 июля 1469 года в Кале. Капитаном там был Уорик, кроме того, город находился вне юрисдикции архиепископа Кентерберийского. Церемония была великолепна, на ней присутствовало 5 рыцарей ордена Подвязки.
В дальнейшем архиепископ сопровождал Уорика и Кларенса в Англию. Там они заявили о своём одобрении якобы популярного манифеста, осуждающего королевских фаворитов (особенно Вудвиллов). Предположительно он был составлен йоркширскими повстанцами, которых возглавлял Робин из Ридесдейла, но, судя по всему, был вдохновлён, как и само восстание, Невиллами и Кларенсом. Эдуард IV недооценил силу восставших: 26 июля его армия была разбита в битве при Эджкот-Муре; королевские любимцы, графы Риверс, Пембрук и Девон были захвачены и казнены; сам король был арестован архиепископом в принадлежащем Уорику Олни в Бекингемшире и заключён под стражу сначала в Уорикском замке, а затем в Мидлэме. После этого Невиллы стали управлять королевством от имени Эдуарда IV: Джордж руководил делами в Лондоне, а Уорик рассылал указания из своих резиденций в Уорикшире и Йоркшире. Однако новое правительство оказалось нежизнеспособным. В итоге архиепископ Невилл отправился на север и 10 сентября встретил в Йорке короля, которого пришлось освободить, после чего сопроводил его до Мур-парка.
Остаток 1469 года Эдуард IV провёл, восстанавливая свою власть и консультируясь с королевским советом. Его отношения с Невиллами оставались крайне натянутыми. Джордж Невил не был непосредственно задействован в восстании весной 1470 года в Линкольншире и во вторжении Уорика в Англию в конце лета 1470 года, однако сразу после высадки брата именно архиепископ вместе с бароном Садли освободили из заключения в Тауэре Генриха VI. Вернувший власть король вновь назначил Джорджа канцлером; в этом качестве Невилл открыл 26 ноября 1470 года заседание парламента, произнеся проповедь по тексту «Возвратитесь, дети-отступники, говорит Господь, потому что Я сочетался с вами». В качестве награды Джордж получил 3 прилегающих поместья около Вудстока в Оксфордшире.
Когда Эдуард IV в 1471 году вторгся в Англию, чтобы вернуть себе трон, граф Уорик оставил брата в Лондоне с инструкцией не пускать того в город. Однако Джордж понял, что не может противостоять бывшему королю. В результате он послал Эдуарду обращение, прося его прощения, и не препятствовал его въезду 11 апреля, передав ему Генриха VI, после чего был арестован и помещён в Тауэр.

## Последние годы
После того как 14 апреля в битве при Барнете погибли двое братьев Джорджа, его перспективы были туманными. Политическая карьера, как казалось, закончилась. При этом Джорджу ещё не исполнилось 40 лет, он продолжал оставаться архиепископом Йоркским. 16 апреля Эдуард IV официально его помиловал, но освободил из-под стражи только 4 июня. Джордж поклялся в верности наследнику короля. На рождество 1471 года он вновь жил в Мур-парке, когда принимал у себя Джона Пастона. Судя по всему, Эдуард IV не позволял архиепископу вернуться в свою епархию.
Позже, когда он был гостем короля в Виндзоре, против него было выдвинуто обвинение в измене. Якобы 22 марта 1472 года в Мур-парке, а позже и в Виндзоре он принимал некоего Джона Бэнка, йоркширского йомена, читал письма, которые тот доставил от других йоркширцев, и обсуждал с ним восстание, направленное на свержение короля. Архиепископ не мог помочь деньгами, но высказал поддержку, судя по всему, в присутствии личного казначея Чадертона. Неизвестно, соответствуют ли эти известия действительности: в 1472 году было немало сообщений о заговорах. Ко всему прочему граф Оксфорд, зять Невилла, при поддержке Франции совершил набег на английские владения в Эссексе и Корнуолле, хотя в обвинительном заключении про причастность к этому Джорджа не упоминается. В любом случае, в ночь с 25 на 26 апреля архиепископа по приказу Эдуарда IV арестовали и доставили в Тауэр; затем его вывезли в Кале и заключили в замке Ам-Букр. Его мирские владения, включая Мур-парк, были конфискованы со всем имуществом, оценённым в 20 тысяч фунтов, а украшенная драгоценными камнями митра была превращена в корону. Хронист Уоркворта писал, что «то, что было приобретено с грехом, было потеряно с печалью». М. Хикс считает, что, возможно, архиепископа подставили, чтобы конфисковать его имущество и владения.
Невилл был вывезен настолько тайно, что некоторые посчитали его умершим. Против него было выдвинуто обвинение в государственной измене. Эдуард IV попытался лишить его Йоркского престола, но, как и другие монархи, обнаружил, что сделать подобное не так уж и просто. Известно, что Джордж был полностью подавлен своим заключением, перестал заниматься наукой, баловался алхимией. Джон Ширвуд в предисловии к своему трактату об игре в арифмомахию (сложному варианту игры в шахматы) утверждает, что он посещал архиепископа Невилла и научил его этой игре, чтобы тот мог отвлечься. Возможно, что к тому моменту Джордж уже страдал от почечнокаменной болезни.
У находящегося в заключении архиепископа остались друзья как при папском дворе, так и в самой Англии. Одним из них был брат Эдуарда IV — Ричард, герцог Глостер, женатый на его племяннице Анне Невилл. Они предпринимали усилия по освобождению Джорджа, но только 11 ноября 1474 года благодаря вмешательству папы Сикста IV тот был помилован и освобождён. В Дувре архиепископ высадился 19 декабря. Рождество он провёл в доме кардинала Буршье в Ноуле (Кент). Позже он посетил Вестминстер и Бишемский монастырь в Беркшире, где в родовой усыпальнице графов Солсбери были похоронены его братья. Также Джордж, судя по всему, был в Глостере, возможно, посещая свою архиепископскую церковь. Но в управлении своей епархией он, судя по всему, никакого участия не принимал.
Когда Эдуард IV отправился в военную экспедицию во Францию, архиепископ Невилл сопровождал его в Кале; возможно, что король считал опасным оставлять его в Англии, как и герцога Эксетера. По возвращении в Англию Джордж, несмотря на болезнь, наконец отправился в своё архиепискоство, но так и не добрался до него. 8 июня 1476 года он умер в Блайте (Ноттингемшир). Похоронили его в Йоркском соборе.